# Nesosisyphus regnardi
Nesosisyphus regnardi là một loài bọ cánh cứng trong họ Bọ hung (Scarabaeidae).